# Palacio del Señor
O Palacio del Señor (Palácio do Senhor), também chamado de Palacio del Marqués de Valdecarzana (Palácio do Marquês de Valdecarzana) e de Palacio del Marqués de Bendaña (Palácio do Marquês de Bendaña), é um palácio fortificado situado em Sot de Ferrer, província de Castellón, Comunidade Valenciana, Espanha. O edifício fica na Plaza de la Iglesia e apresenta uma arquitectura ogival de finais do século XIII, com detalhes do gótico dos séculos XIV e XV.

## Descrição
A planta do Palacio del Señor tem 26 metros de comprimento na sua fachada por 56 de profundidade (24 metros cobertos e 32 metros descobertos). Na parede da fachada, lisa e simples, está a única porta de jambas e arco de volta perfeita formados por grandes pedras, e ao centro da sua parte superior, afundado com um espaço em quadro que, talvez em azulejos, conteve o escudo de armas deste senhorio. Nesta fachada existem três ajimeces (janelas geminadas) de jambas em pedra com ogivas (a que está sobre a porta, com três trevoados e um portaluz, lamentavelmente desaparecido), que se levantam sobre os seus parapeitos e no extremo superior sustêm o seu próprio capitel, e este os arranques das suas ogivas.
Flanqueando a sua entrada aparece a primeira dependência, de abóbada de arco rebaixado do século XV, com cruzaria de arestas simples do ogival, período primário. De igual fabrico é a divisão que conduz à única escada que leva às salas e aposentos do entrepisos e do primeiro andar. Entre o vestíbulo de entrada descrito e o em frente, que dá acesso à área descoberta, está o pátio de armas, ou de luzes, que é um rectângulo. à direita da entrada está o quarto que (segundo o cura Cabos) seria câmara e depois sacrário quando a dependência que se lhe segue foi a primitiva igreja, ou capela, antes descrita. Antigamente, este quarto foi utilizado depois pelos arrendatários das possessões deste senhorio para armazém de alfarrobas e, posteriormente, foi adaptado e usado pelos seus sucessores como lagar.

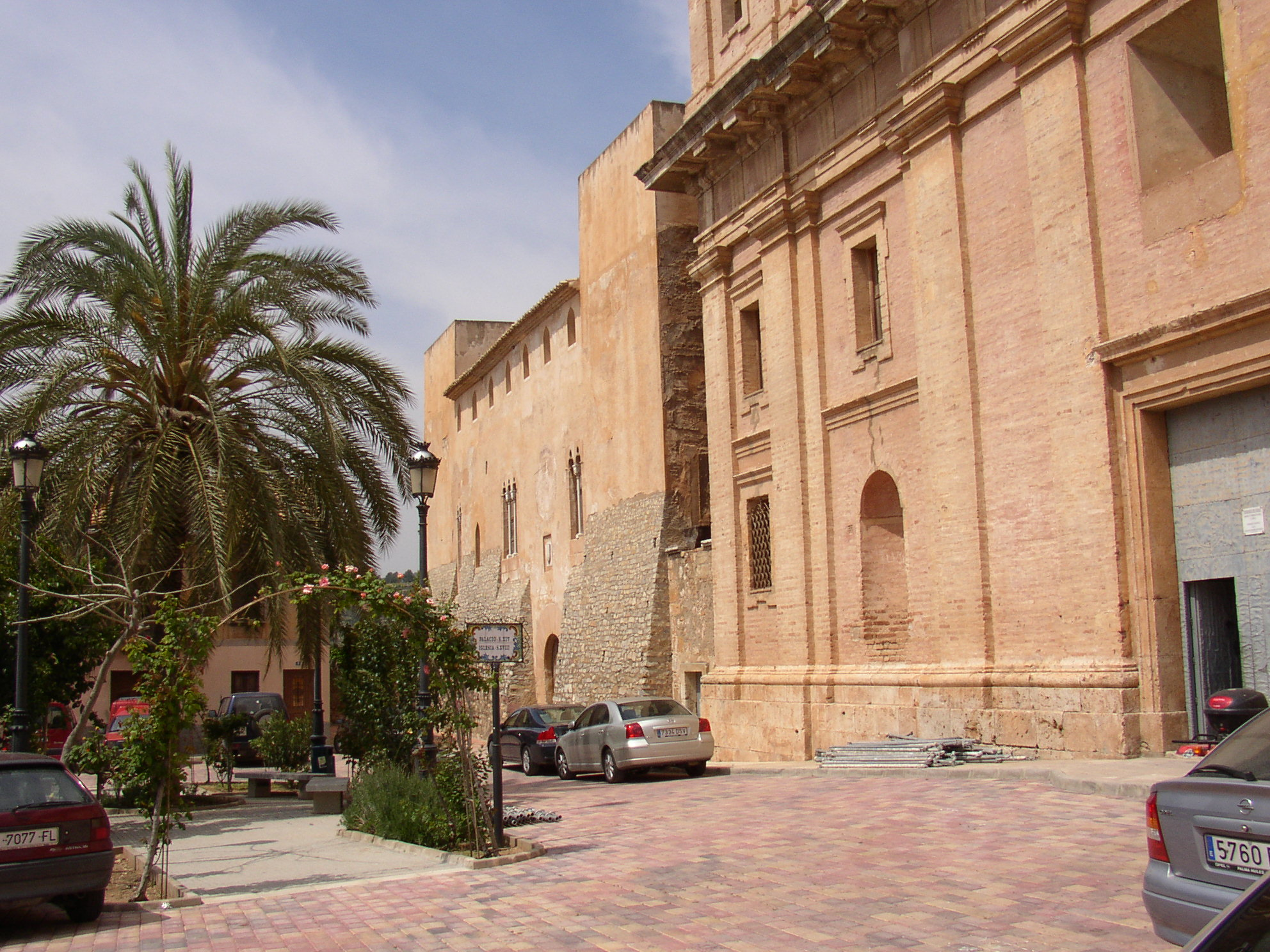
Fachada do Palacio del Señor (à esquerda), ao lado da fachada da catedral

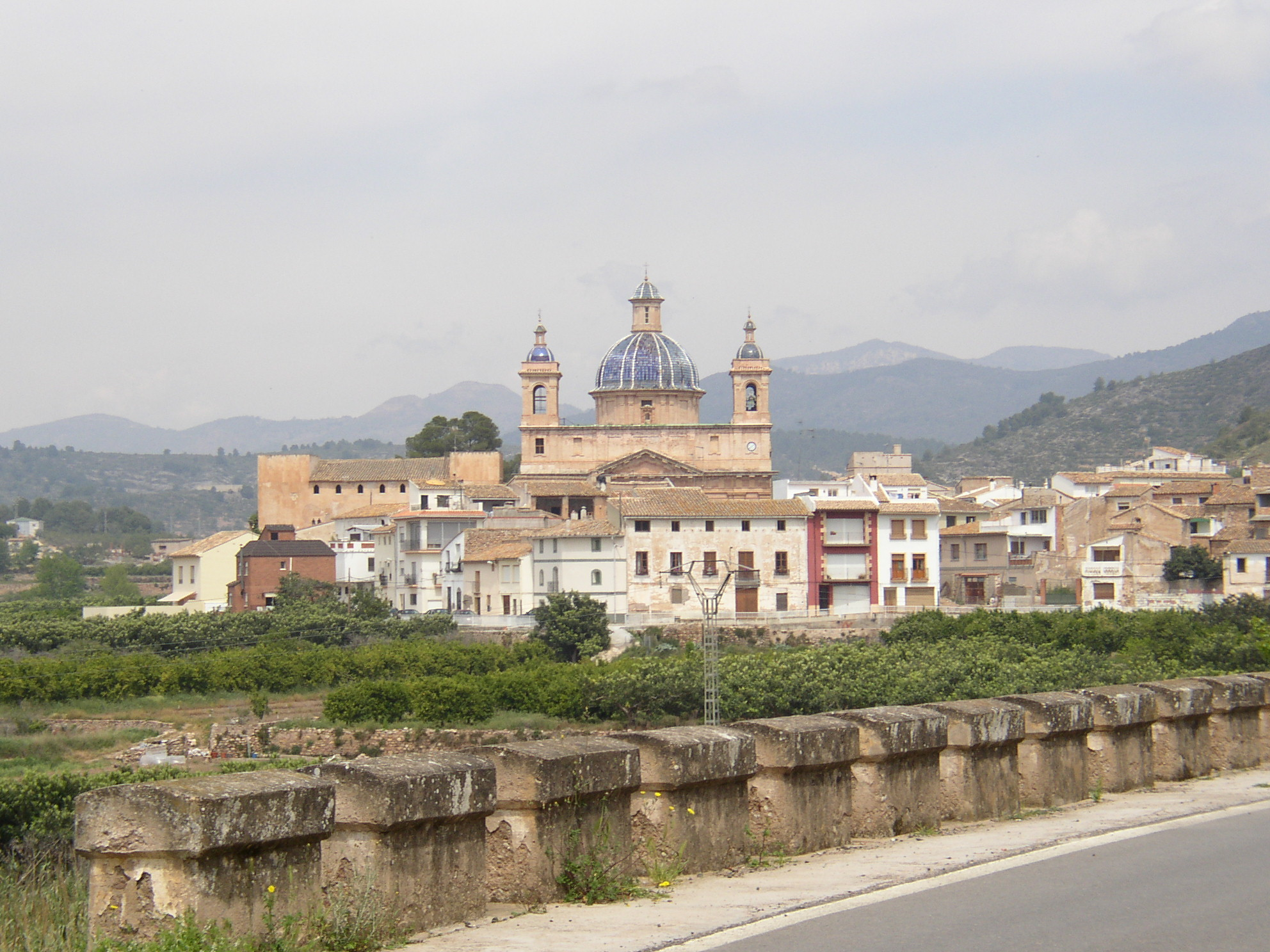
Vista de Sot de Ferrer, onde se destaca a igreja e o Palacio del Señor

Na continuação da capela, e na mesma direcção, está o cárcere com a sua porta e grade, que dão para o interior, respectivamente, entrada e tenebrosa luz. Depois dum espaço de terreno, cuja cobertura com arco de volta perfeita deve ter sido edificada muito depois de todo o edifício, chega-se à entrada do recinto descoberto, que é um quadrado murado de 32 por 26 metros.
No lado esquerdo, onde se entra neste palácio a partir da praça, está a dependência que dá acesso à escada. Segue-se o espaço que serviu de base à torre alaciana, cujos quatro lados iguais, com três janelas cada um, rematadas por um capitel, sobressaia sete metros por cima do telhado geral do edifício, dominando o panorama. No ano de 1925, devido ao risco de ruína, foi derrubada com autorização da proprietária, dona María Dominga Queralt y Queralt, Condessa de Santa Coloma e baronesa deste senhorio.
Segue-se a entrada na almazara, ou moinho de azeite, espaçosa e com todas as funções necessárias para extrair azeite. Logo depois da almazara, segue-se o espaço a descoberto, segundo antes se indicou, e que serve para os animais domésticos.
No recinto frente às escadas ficam as portas para o estábulo e dependências baixas.Tomando a escada nos seus dois lanços, acede-se às divisões do entrepisos. Chega-se ao piso principal, formado por amplas e severas divisões segundo o carácter dos seus moradores e da época, con marcos e janelas de arcos ogivais, redondos, conopiais.
A câmara principal é o salão de "Territoriales", com os seus caixotões e escudo dos "Ferrer y Robles", senhores de Sot no século XV. A sua chaminé gótico-conopial, com o escudo de armas em relevo (três bandas gerais diagnais dos "Ferrer de Mallorca y de Valencia") e os seus apoios de pedra de ambos os lados das janelas-trevos. Chega-se à gelosia-tribuna que dá vista para o altar principal da actual igreja paroquial.
Já no segundo piso, enconta-se a açoteia, à qual se sobe pela escada em espiral da desaparecida torre. As suas deendências têm sido pouco utilizadas. Uma delas recebe luz por uma série de novas janelas, de arco ogival rebaixado, aberasna mesma linha do muro que dá para a área descoberta da actual igreja.